# Archimedes (crater)
Archimedes este un crater de impact pe fața vizibilă a Lunii. Numele a fost atribuit și adoptat, în mod oficial, de Uniunea Astronomică Internațională (UAI) în 1935, cu referire la Arhimede (spre 287 î.Hr. - 212 î.Hr.). Craterul Archimedes este situat în marea Palus Putredinis.
Craterul a fost observat pentru prima oară în 1645 de către astronomul Johannes Hevelius.

## Cratere satelite

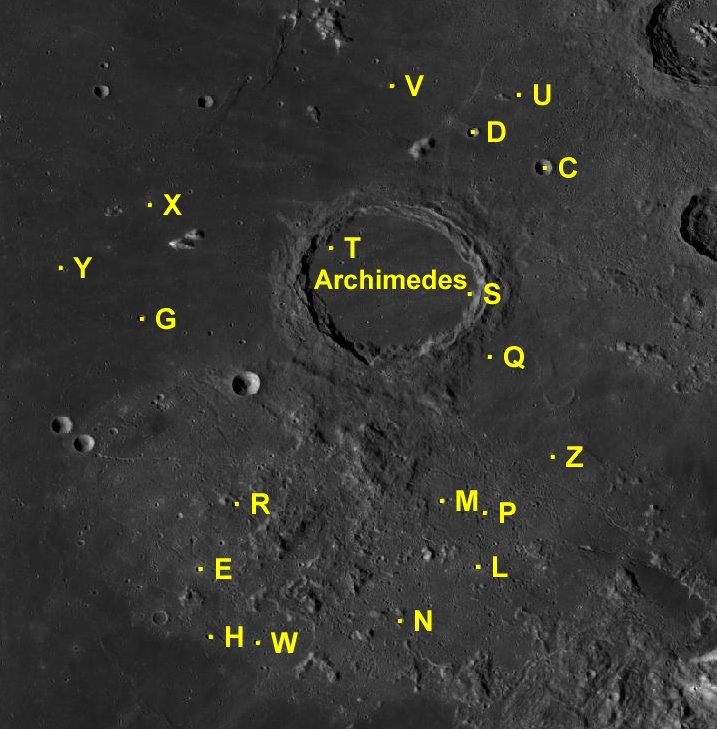
Hartă a craterelor satelite ale lui Archimedes.

Listă a craterelor satelite ale craterului Archimedes:
| Archimedes | Latitudine | Longitudine | Diametru |
| ---------- | ---------- | ----------- | -------- |
| C          | 31.6° N    | 1.5° W      | 8 km     |
| D          | 32.2° N    | 2.6° W      | 5 km     |
| E          | 25.0° N    | 7.2° W      | 3 km     |
| G          | 29.1° N    | 8.2° W      | 3 km     |
| H          | 23.9° N    | 7.0° W      | 4 km     |
| L          | 25.0° N    | 2.6° W      | 4 km     |
| M          | 26.1° N    | 3.2° W      | 3 km     |
| N          | 24.1° N    | 3.9° W      | 3 km     |
| P          | 25.9° N    | 2.5° W      | 3 km     |
| Q          | 28.5° N    | 2.4° W      | 3 km     |
| R          | 26.0° N    | 6.6° W      | 4 km     |
| S          | 29.5° N    | 2.7° W      | 3 km     |
| T          | 30.3° N    | 5.0° W      | 3 km     |
| U          | 32.8° N    | 1.9° W      | 3 km     |
| V          | 32.9° N    | 4.0° W      | 3 km     |
| W          | 23.8° N    | 6.2° W      | 4 km     |
| X          | 31.0° N    | 8.0° W      | 2 km     |
| Y          | 29.9° N    | 9.5° W      | 2 km     |
| Z          | 26.8° N    | 1.4° W      | 2 km     |

Următoarele cratere satelite au fost redenumite de UAI:
1. Archimedes A - Bancroft (crater).
2. Archimedes F - MacMillan (crater).
3. Archimedes K - Spurr (crater).

## Galerie de imagini

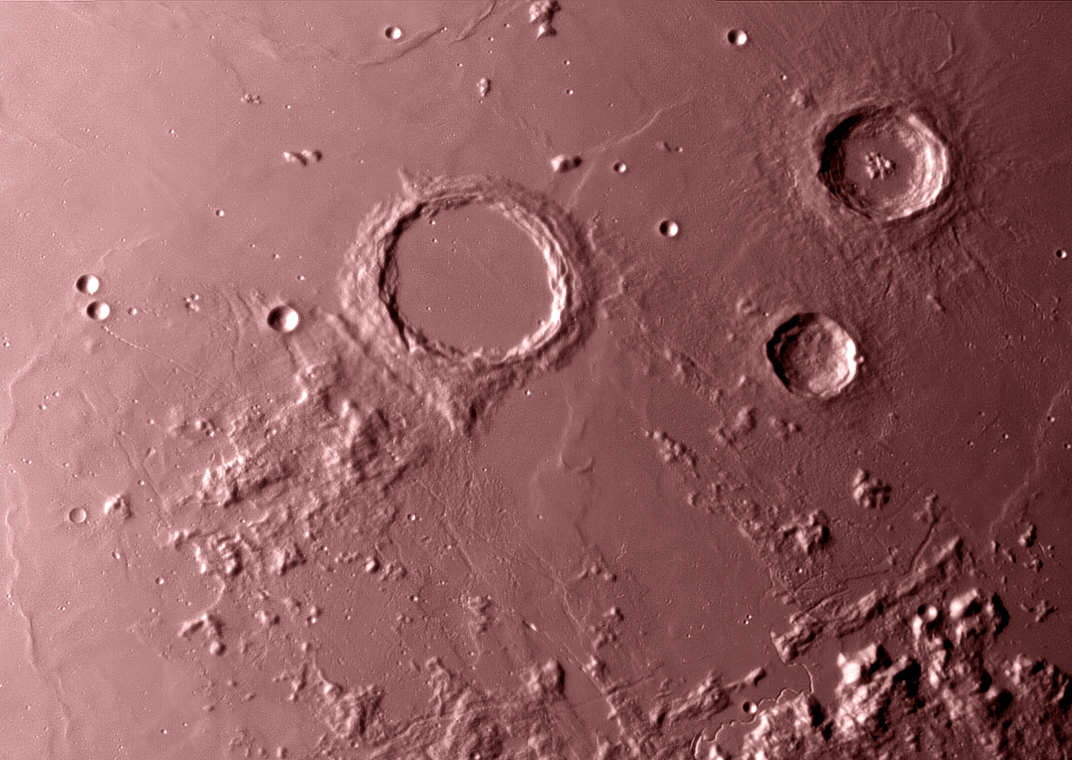
Craterul lunar Archimedes, aproape de centrul imaginii, fotografiat în infraroșu,. Craterul Aristillus se află în colțul drept sus al imaginii. Cu amabilitatea NOT și SO: M. Gålfalk, G. Olofsson, and H.-G. Florén.
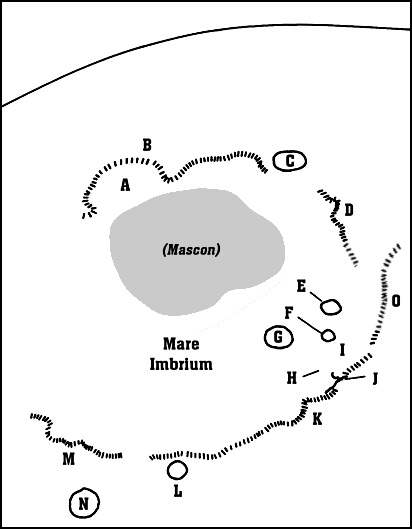
Mare Imbrium; Craterul Archimedes este marcat cu litera G